# Диди-Сативе
Диди-Сативе (груз. დიდი სატივე) — село в Грузии. Находится в Хашурском муниципалитете края Шида-Картли. Высота над уровнем моря составляет 750 метров. Население — 293 человека (2014).